# Izydor Gencza
Izydor Gencza pseudonim „Junak” (ur. 10 maja 1919 w Zelgoszczy, zm. 8 lutego 2017 w Gdańsku) – polski inżynier budownictwa lądowego, działacz podziemia niepodległościowego w czasie II wojny światowej, komendant organizacji konspiracyjnej "Jaszczurka".

## Życiorys
Podczas okupacji niemieckiej w czasie II wojny światowej był jednym z inicjatorów i współorganizatorów organizacji konspiracyjnej "Jaszczurka", działającej na Kociewiu od 1941. Izydor Gencza był komendantem "Jaszczurki", uczestnikiem akcji sabotażowych, wywiadowczych i propagandowych skierowanych przeciwko władzom okupacyjnym. Działał również w Armii Krajowej. Po wojnie był inwigilowany przez funkcjonariuszy Urzędu Bezpieczeństwa. Ukończył budownictwo lądowe na Politechnice Gdańskiej. Był inspektorem budowlanym Urzędu Miasta Gdańska, a także wieloletnim inspektorem nadzoru inwestycyjnego i kierownikiem różnych prac budowlanych. 31 sierpnia 2016 został odznaczony Medalem „Za zasługi dla Starogardu Gdańskiego”. 14 grudnia 2016 został laureatem nagrody honorowej „Świadek Historii” przyznanej przez Instytut Pamięci Narodowej.
Zmarł 8 lutego 2017 w Gdańsku i został pochowany na Cmentarzu Garnizonowym w Gdańsku.

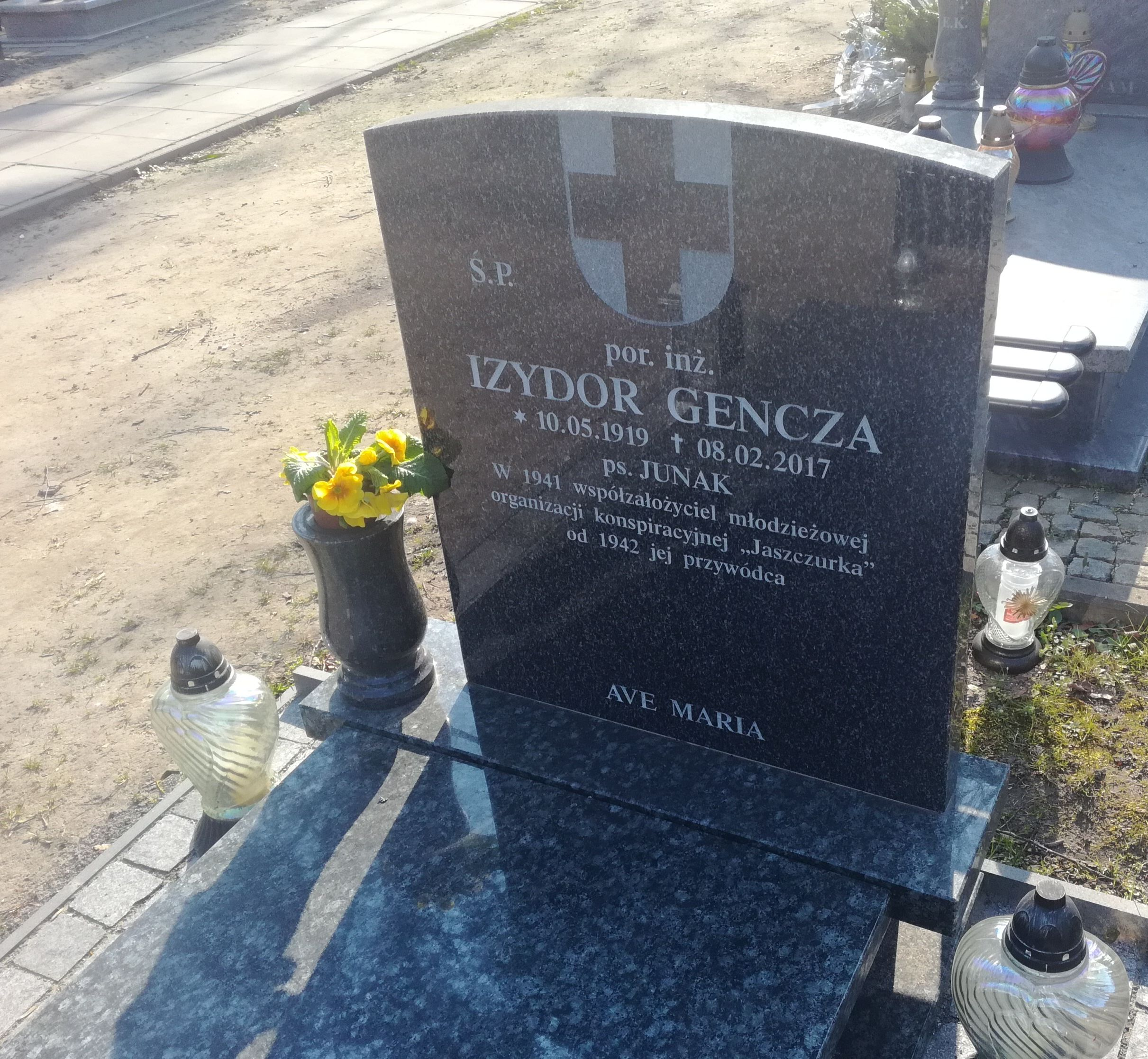
Grób Izydora Genczy na Cmentarzu Garnizonowym w Gdańsku